# Équation d'Allen-Cahn

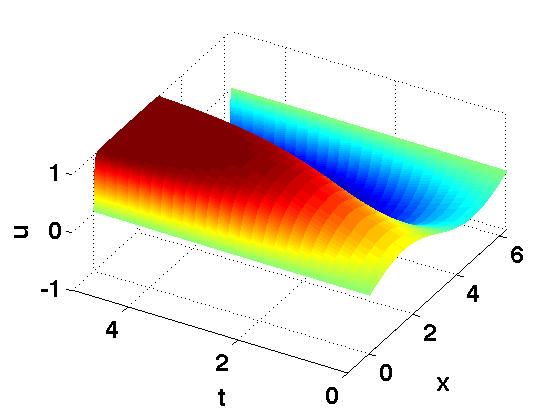
Une solution numérique de l'équation d'Allen Cahn à une dimension.

L’équation d'Allen-Cahn est l'équation de réaction-diffusion du processus de séparation de phases dans des systèmes d'alliage à composantes multiples avec des transitions ordre-désordre. Son nom fait référence à ses inventeurs, John W. Cahn et son étudiant Sam Allen.

## Formalisme
C'est l'écoulement par gradient sur L2 de la fonctionnelle d'énergie libre de Ginzburg-Landau. L'équation est étroitement liée à l'équation de Cahn-Hilliard.
L'équation décrit l'évolution temporelle d'une variable d'état scalaire {\displaystyle \eta } dans un domaine {\displaystyle \Omega } durant un intervalle de temps {\displaystyle {\mathcal {T}}}, et s'écrit, :
{\displaystyle {{\partial \eta } \over {\partial t}}=M_{\eta }[\operatorname {div} (\varepsilon _{\eta }^{2}\nabla \,\eta )-f'(\eta )]\ \ {\text{sur}}\ \ \Omega \times {\mathcal {T}},\quad \eta ={\bar {\eta }}\ \ {\text{sur}}\ \ \partial _{\eta }\Omega \times {\mathcal {T}},}
{\displaystyle \quad -(\varepsilon _{\eta }^{2}\nabla \,\eta )\cdot m=q\ \ {\text{sur}}\ \ \partial _{q}\Omega \times {\mathcal {T}},\quad \eta =\eta _{o}\ \ {\text{sur}}\ \ \Omega \times \{0\},}
où {\displaystyle M_{\eta }} est la mobilité, {\displaystyle f} est un double puits de potentiel, {\displaystyle {\bar {\eta }}} est le contrôle de la variable d'état à la portion de la frontière {\displaystyle \partial _{\eta }\Omega }, {\displaystyle q} est le contrôle des sources à {\displaystyle \partial _{q}\Omega }, {\displaystyle \eta _{o}} est la condition initiale, et {\displaystyle m} est la normale extérieure à {\displaystyle \partial \Omega }.

## Voir également
- (en) W. Craig Carter, « Allen-Cahn equation », sur National Bureau of Standards, 1997
- Allen et Cahn, « Coherent and Incoherent Equilibria in Iron-Rich Iron-Aluminum Alloys », Acta Metall., vol. 23, no 9,‎ 1975, p. 1017 (DOI 10.1016/0001-6160(75)90106-6)
- Allen et Cahn, « On Tricritical Points Resulting from the Intersection of Lines of Higher-Order Transitions with Spinodals », Scripta Metallurgica, vol. 10, no 5,‎ 1976, p. 451–454 (DOI 10.1016/0036-9748(76)90171-x)
- Allen et Cahn, « Mechanisms of Phase Transformation Within the Miscibility Gap of Fe-Rich Fe-Al Alloys », Acta Metall., vol. 24, no 5,‎ 1976, p. 425–437 (DOI 10.1016/0001-6160(76)90063-8)
- Cahn et Allen, « A Microscopic Theory of Domain Wall Motion and Its Experimental Verification in Fe-Al Alloy Domain Growth Kinetics », Journal de Physique, vol. 38,‎ 1977, C7–51
- Allen et Cahn, « A Microscopic Theory for Antiphase Boundary Motion and Its Application to Antiphase Domain Coarsening », Acta Metall., vol. 27, no 6,‎ 1979, p. 1085–1095 (DOI 10.1016/0001-6160(79)90196-2)
- Bronsard et Reitich, « On three-phase boundary motion and the singular limit of a vector valued Ginzburg–Landau equation », Arch. Rat. Mech. Anal., vol. 124, no 4,‎ 1993, p. 355–379 (DOI 10.1007/bf00375607, Bibcode 1993ArRMA.124..355B)